# Élections législatives de 1997 en Ille-et-Vilaine
Les élections législatives françaises de 1997 se déroulent les 25 mai et 1er juin 1997. Dans le département d'Ille-et-Vilaine, sept députés sont à élire dans le cadre de sept circonscriptions.

## Élus
| Circonscription | Député sortant         | Parti | Parti    | Député élu ou réélu    | Parti | Parti    |
| --------------- | ---------------------- | ----- | -------- | ---------------------- | ----- | -------- |
| 1re             | Jean-Michel Boucheron  |       | PS       | Jean-Michel Boucheron  |       | PS       |
| 2e              | Yvon Jacob             |       | RPR      | Edmond Hervé           |       | PS       |
| 3e              | Yves Fréville nsrp     |       | UDF (FD) | Marcel Rogemont        |       | PS       |
| 4e              | Alain Madelin          |       | UDF (PR) | Alain Madelin          |       | UDF (PR) |
| 5e              | Pierre Méhaignerie     |       | UDF (FD) | Pierre Méhaignerie     |       | UDF (FD) |
| 6e              | Marie-Thérèse Boisseau |       | UDF (FD) | Marie-Thérèse Boisseau |       | UDF (FD) |
| 7e              | René Couanau           |       | UDF (FD) | René Couanau           |       | UDF (FD) |

## Résultats

### Résultats à l'échelle du département
| Parti                 | Parti                                    | Premier tour | Premier tour | Second tour | Second tour | Sièges |
| Parti                 | Parti                                    | Voix         | %            | Voix        | %           | Sièges |
| --------------------- | ---------------------------------------- | ------------ | ------------ | ----------- | ----------- | ------ |
|                       | Union pour la démocratie française       | 132 993      | 36,00        | 131 788     | 41,20       | 4      |
|                       | Rassemblement pour la République         | 15 621       | 4,23         | 25 694      | 8,03        | 0      |
|                       | La Droite indépendante                   | 8 613        | 2,33         |             |             | 0      |
|                       | Droite parlementaire                     | 157 227      | 42,56        | 157 482     | 49,24       | 4      |
|                       |                                          |              |              |             |             |        |
|                       | Parti socialiste                         | 106 855      | 28,92        | 162 358     | 50,76       | 3      |
|                       | Parti communiste français                | 19 432       | 5,26         |             |             | 0      |
|                       | Les Verts                                | 16 093       | 4,36         | 0           |             |        |
|                       | Divers gauche                            | 3 685        | 1,00         | 0           |             |        |
|                       | Parti radical-socialiste                 | 1 219        | 0,33         | 0           |             |        |
|                       | Gauche plurielle                         | 147 284      | 39,87        | 162 358     | 50,76       | 3      |
|                       |                                          |              |              |             |             |        |
|                       | Front national                           | 26 690       | 7,22         |             |             | 0      |
|                       | Divers écologiste dont LT-LNÉ, MÉI et GÉ | 16 495       | 4,46         | 0           |             |        |
|                       | Extrême gauche dont LCR, LO et PT        | 15 902       | 4,30         | 0           |             |        |
|                       | Régionaliste                             | 3 341        | 0,90         | 0           |             |        |
|                       | Divers dont PLN                          | 2 166        | 0,59         | 0           |             |        |
|                       | Extrême droite                           | 324          | 0,09         | 0           |             |        |
|                       |                                          |              |              |             |             |        |
| Inscrits              | Inscrits                                 | 572 656      | 100,00       | 473 407     | 100,00      | 7      |
| Abstentions           | Abstentions                              | 182 679      | 31,9         | 137 215     | 28,98       |        |
| Votants               | Votants                                  | 389 977      | 68,1         | 336 192     | 71,02       |        |
| Blancs et nuls        | Blancs et nuls                           | 20 548       | 5,27         | 16 352      | 4,86        |        |
| Exprimés              | Exprimés                                 | 369 429      | 94,73        | 319 840     | 95,14       |        |
| Source : Data.gouv.fr |                                          |              |              |             |             |        |

### Résultats par circonscription

#### Première circonscription (Rennes-Sud)
| Candidat                     | Candidat                            | Parti                   | Premier tour | Premier tour | Second tour | Second tour |  |
| Candidat                     | Candidat                            | Parti                   | Voix         | %            | Voix        | %           |  |
| ---------------------------- | ----------------------------------- | ----------------------- | ------------ | ------------ | ----------- | ----------- |  |
|                              | Jean-Michel Boucheron sortant réélu | PS                      | 16 041       | 38,85        | 27 473      | 63,38       |  |
|                              | Jean-Pierre Dagorn                  | UDF (PPDF)              | 10 462       | 25,34        | 15 874      | 36,62       |  |
|                              | Christian Benoist                   | PCF                     | 3 196        | 7,74         |             |             |  |
|                              | Pierre Maugendre                    | FN                      | 2 969        | 7,19         |             |             |  |
|                              | Jean-Louis Merrien                  | Les Verts               | 1 946        | 4,71         |             |             |  |
|                              | Josette Grimaud                     | Extrême gauche (LO)     | 1 728        | 4,18         |             |             |  |
|                              | Pascale Loget                       | Divers écologiste (CES) | 1 346        | 3,26         |             |             |  |
|                              | Yvette Minec                        | Divers écologiste (GÉ)  | 823          | 1,99         |             |             |  |
|                              | Yannick Lemoing                     | LDI (MPF)               | 730          | 1,77         |             |             |  |
|                              | Stéphane Bribard                    | Extrême gauche (US4J)   | 604          | 1,46         |             |             |  |
|                              | Yves Juin                           | Extrême gauche (LCR)    | 494          | 1,20         |             |             |  |
|                              | Gérard Hamon                        | Extrême gauche (CAP)    | 409          | 0,99         |             |             |  |
|                              | Françoise Mauxion                   | Extrême gauche          | 404          | 0,98         |             |             |  |
|                              | Claudie Baudoin                     | Divers                  | 95           | 0,23         |             |             |  |
|                              | Roger Brusq                         | Divers (PLN)            | 47           | 0,11         |             |             |  |
|                              |                                     |                         |              |              |             |             |  |
| Inscrits                     | Inscrits                            | Inscrits                | 68 794       | 100,00       | 68 781      | 100,00      |  |
| Abstentions                  | Abstentions                         | Abstentions             | 25 790       | 37,49        | 23 322      | 33,91       |  |
| Votants                      | Votants                             | Votants                 | 43 004       | 62,51        | 45 459      | 66,09       |  |
| Blancs et nuls               | Blancs et nuls                      | Blancs et nuls          | 1 710        | 3,98         | 2 112       | 4,65        |  |
| Exprimés                     | Exprimés                            | Exprimés                | 41 294       | 96,02        | 43 347      | 95,35       |  |
| Source : Assemblée nationale |                                     |                         |              |              |             |             |  |

#### Deuxième circonscription (Rennes-Nord)
| Candidat                     | Candidat             | Parti                  | Premier tour | Premier tour | Second tour | Second tour |  |
| Candidat                     | Candidat             | Parti                  | Voix         | %            | Voix        | %           |  |
| ---------------------------- | -------------------- | ---------------------- | ------------ | ------------ | ----------- | ----------- |  |
|                              | Edmond Hervé élu     | PS                     | 19 662       | 36,96        | 31 249      | 54,88       |  |
|                              | Yvon Jacob sortant   | RPR                    | 15 621       | 29,36        | 25 694      | 45,12       |  |
|                              | Lionel Tocque        | FN                     | 3 379        | 6,35         |             |             |  |
|                              | Stéphane Jambois     | diss. UDF              | 2 790        | 5,24         |             |             |  |
|                              | Eliane Poirier       | PCF                    | 2 386        | 4,48         |             |             |  |
|                              | Nicole Kiil-Nielsen  | Les Verts              | 2 324        | 4,37         |             |             |  |
|                              | Raymond Madec        | LO                     | 1 833        | 3,45         |             |             |  |
|                              | Dominique Boullier   | Divers écologiste (EC) | 1 248        | 2,35         |             |             |  |
|                              | Bertrand Mathieu     | LDI (MPF)              | 1 194        | 2,24         |             |             |  |
|                              | Jean Peeters         | GÉ                     | 1 074        | 2,02         |             |             |  |
|                              | Jacques Ars          | Extrême gauche (RUT)   | 598          | 1,12         |             |             |  |
|                              | Dominique Leseigneur | LCR                    | 586          | 1,10         |             |             |  |
|                              | Jean-Marc Soubry     | Divers gauche (MDR)    | 403          | 0,76         |             |             |  |
|                              | Alain Louvet         | Divers (PLN)           | 75           | 0,14         |             |             |  |
|                              | Stéphane Rennesson   | Divers (PH)            | 17           | 0,03         |             |             |  |
|                              | Monique Renouard     | Divers gauche          | 10           | 0,02         |             |             |  |
|                              |                      |                        |              |              |             |             |  |
| Inscrits                     | Inscrits             | Inscrits               | 81 823       | 100,00       | 81 822      | 100,00      |  |
| Abstentions                  | Abstentions          | Abstentions            | 26 077       | 31,87        | 22 029      | 26,92       |  |
| Votants                      | Votants              | Votants                | 55 746       | 68,13        | 59 793      | 73,08       |  |
| Blancs et nuls               | Blancs et nuls       | Blancs et nuls         | 2 546        | 4,57         | 2 850       | 4,77        |  |
| Exprimés                     | Exprimés             | Exprimés               | 53 200       | 95,43        | 56 943      | 95,23       |  |
| Source : Assemblée nationale |                      |                        |              |              |             |             |  |

#### Troisième circonscription (Rennes - Montfort)
| Candidat                     | Candidat              | Parti          | Premier tour | Premier tour | Second tour | Second tour |  |
| Candidat                     | Candidat              | Parti          | Voix         | %            | Voix        | %           |  |
| ---------------------------- | --------------------- | -------------- | ------------ | ------------ | ----------- | ----------- |  |
|                              | Gérard Pourchet       | UDF (FD)       | 16 768       | 34,36        | 24 493      | 46,19       |  |
|                              | Marcel Rogemont élu   | PS             | 16 312       | 33,43        | 28 529      | 53,81       |  |
|                              | Brigitte Neveux       | FN             | 3 576        | 7,33         |             |             |  |
|                              | Éric Berroche         | PCF            | 2 789        | 5,72         |             |             |  |
|                              | Annaig Hache          | Les Verts      | 2 633        | 5,40         |             |             |  |
|                              | Jean-Pierre Gaudin    | LO             | 1 921        | 3,94         |             |             |  |
|                              | Anne Cadoret          | GÉ             | 1 411        | 2,89         |             |             |  |
|                              | Agnès Houbé-Delamaire | LDI (MPF)      | 1 119        | 2,29         |             |             |  |
|                              | Michel Génin          | UDB            | 733          | 1,50         |             |             |  |
|                              | René Malle            | PT             | 624          | 1,28         |             |             |  |
|                              | Chrystelle Gérard     | Divers gauche  | 543          | 1,11         |             |             |  |
|                              | Roger Vichy           | MÉI            | 366          | 0,75         |             |             |  |
|                              | Laurent Montane       | Divers         | 6            | 0,01         |             |             |  |
|                              |                       |                |              |              |             |             |  |
| Inscrits                     | Inscrits              | Inscrits       | 76 347       | 100,00       | 76 345      | 100,00      |  |
| Abstentions                  | Abstentions           | Abstentions    | 24 803       | 32,49        | 20 740      | 27,17       |  |
| Votants                      | Votants               | Votants        | 51 544       | 67,51        | 55 605      | 72,83       |  |
| Blancs et nuls               | Blancs et nuls        | Blancs et nuls | 2 743        | 5,32         | 2 583       | 4,65        |  |
| Exprimés                     | Exprimés              | Exprimés       | 48 801       | 94,68        | 53 022      | 95,35       |  |
| Source : Assemblée nationale |                       |                |              |              |             |             |  |

#### Quatrième circonscription (Redon)
| Candidat                     | Candidat                    | Parti          | Premier tour | Premier tour | Second tour | Second tour |  |
| Candidat                     | Candidat                    | Parti          | Voix         | %            | Voix        | %           |  |
| ---------------------------- | --------------------------- | -------------- | ------------ | ------------ | ----------- | ----------- |  |
|                              | Alain Madelin sortant réélu | UDF (PR)       | 27 281       | 46,80        | 32 659      | 55,15       |  |
|                              | Simone Bourges              | PS             | 14 355       | 24,62        | 26 564      | 44,85       |  |
|                              | Hubert Langlois             | FN             | 4 084        | 7,01         |             |             |  |
|                              | Jean-Louis Frostin          | PCF            | 2 999        | 5,14         |             |             |  |
|                              | Jean Hervé                  | Les Verts      | 2 490        | 4,27         |             |             |  |
|                              | Danielle Stenger            | LO             | 2 180        | 3,74         |             |             |  |
|                              | Émile Granville             | UDB            | 1 359        | 2,33         |             |             |  |
|                              | Paul Renaud                 | GÉ             | 1 285        | 2,20         |             |             |  |
|                              | Véronique Robine            | LDI (MPF)      | 1 019        | 1,75         |             |             |  |
|                              | Serge Fourchon              | LT-LNÉ         | 668          | 1,15         |             |             |  |
|                              | Éric Quémener               | Divers gauche  | 459          | 0,79         |             |             |  |
|                              | Philippe Corbin             | PLN            | 116          | 0,20         |             |             |  |
|                              | Anne-Sophie Guibert         | Divers         | 3            | 0,01         |             |             |  |
|                              |                             |                |              |              |             |             |  |
| Inscrits                     | Inscrits                    | Inscrits       | 87 607       | 100,00       | 87 599      | 100,00      |  |
| Abstentions                  | Abstentions                 | Abstentions    | 26 534       | 30,29        | 25 775      | 29,42       |  |
| Votants                      | Votants                     | Votants        | 61 073       | 69,71        | 61 824      | 70,58       |  |
| Blancs et nuls               | Blancs et nuls              | Blancs et nuls | 2 775        | 4,54         | 2 601       | 4,21        |  |
| Exprimés                     | Exprimés                    | Exprimés       | 58 298       | 95,46        | 59 223      | 95,79       |  |
| Source : Assemblée nationale |                             |                |              |              |             |             |  |

#### Cinquième circonscription (Vitré)
|                               | Pierre Méhaignerie sortant réélu | UDF (FD)          | 33 512 | 51,43  |  |  |  |
|                               | Clotilde Tascon-Mennétrier       | PS                | 14 054 | 21,57  |  |  |  |
|                               | Henri Leroy                      | FN                | 4 165  | 6,39   |  |  |  |
|                               | Françoise Hamard                 | LO                | 2 659  | 4,08   |  |  |  |
|                               | Valérie Kérauffret               | PCF               | 2 501  | 3,84   |  |  |  |
|                               | Jean-François Vial               | Les Verts         | 2 285  | 3,51   |  |  |  |
|                               | Charles Préaux                   | LDI (MPF)         | 1 855  | 2,85   |  |  |  |
|                               | Pascal Moureaux                  | GÉ                | 1 446  | 2,22   |  |  |  |
|                               | Daniel Salmon                    | Divers écologiste | 1 187  | 1,82   |  |  |  |
|                               | Patrice Pincé                    | MDC               | 788    | 1,21   |  |  |  |
|                               | Chantal Dubois                   | Divers gauche     | 542    | 0,83   |  |  |  |
|                               | Marie Jumelais-Brusq             | PLN               | 149    | 0,23   |  |  |  |
|                               | Roselyne Rolland                 | Divers            | 12     | 0,02   |  |  |  |
|                               |                                  |                   |        |        |  |  |  |
| Inscrits                      | Inscrits                         | Inscrits          | 99 216 | 100,00 |  |  |  |
| Abstentions                   | Abstentions                      | Abstentions       | 29 910 | 30,15  |  |  |  |
| Votants                       | Votants                          | Votants           | 69 306 | 69,85  |  |  |  |
| Blancs et nuls                | Blancs et nuls                   | Blancs et nuls    | 4 151  | 5,99   |  |  |  |
| Exprimés                      | Exprimés                         | Exprimés          | 65 155 | 94,01  |  |  |  |
| Source : Data.gouv et CEVIPOF |                                  |                   |        |        |  |  |  |

#### Sixième circonscription (Fougères)
| Candidat                     | Candidat                               | Parti             | Premier tour | Premier tour | Second tour | Second tour |  |
| Candidat                     | Candidat                               | Parti             | Voix         | %            | Voix        | %           |  |
| ---------------------------- | -------------------------------------- | ----------------- | ------------ | ------------ | ----------- | ----------- |  |
|                              | Marie-Thérèse Boisseau sortante réélue | UDF (FD)          | 20 134       | 43,28        | 26 791      | 55,79       |  |
|                              | Clément Théaudin                       | PS                | 13 008       | 27,96        | 21 230      | 44,21       |  |
|                              | Gérard Christian Ressort               | FN                | 3 261        | 7,01         |             |             |  |
|                              | Jean-Claude Guillerm                   | PCF               | 2 579        | 5,54         |             |             |  |
|                              | Maurice Langlois                       | Les Verts         | 2 243        | 4,82         |             |             |  |
|                              | Nicole Hébert                          | LDI (MPF)         | 1 383        | 2,97         |             |             |  |
|                              | Daniel Mérienne                        | GÉ                | 1 019        | 2,19         |             |             |  |
|                              | Xavier Taheulle                        | Divers gauche     | 917          | 1,97         |             |             |  |
|                              | Christian Delarue                      | LCR               | 773          | 1,66         |             |             |  |
|                              | Jean Lecourt                           | Divers écologiste | 676          | 1,45         |             |             |  |
|                              | Christian Grégoire                     | MDR               | 403          | 0,87         |             |             |  |
|                              | Gérard Thia-Kime                       | PLN               | 107          | 0,23         |             |             |  |
|                              | François Baudoin                       | Divers            | 21           | 0,05         |             |             |  |
|                              |                                        |                   |              |              |             |             |  |
| Inscrits                     | Inscrits                               | Inscrits          | 70 718       | 100,00       | 70 715      | 100,00      |  |
| Abstentions                  | Abstentions                            | Abstentions       | 20 696       | 29,27        | 19 680      | 27,83       |  |
| Votants                      | Votants                                | Votants           | 50 022       | 70,73        | 51 035      | 72,17       |  |
| Blancs et nuls               | Blancs et nuls                         | Blancs et nuls    | 3 498        | 6,99         | 3 014       | 5,91        |  |
| Exprimés                     | Exprimés                               | Exprimés          | 46 524       | 93,01        | 48 021      | 94,09       |  |
| Source : Assemblée nationale |                                        |                   |              |              |             |             |  |

#### Septième circonscription (Saint-Malo)
| Candidat                     | Candidat                   | Parti          | Premier tour | Premier tour | Second tour | Second tour |  |
| Candidat                     | Candidat                   | Parti          | Voix         | %            | Voix        | %           |  |
| ---------------------------- | -------------------------- | -------------- | ------------ | ------------ | ----------- | ----------- |  |
|                              | René Couanau sortant réélu | UDF (PR)       | 22 046       | 39,26        | 31 971      | 53,93       |  |
|                              | Isabelle Thomas            | PS             | 13 423       | 23,90        | 27 313      | 46,07       |  |
|                              | Jacques Dore               | FN             | 5 256        | 9,36         |             |             |  |
|                              | Brice Lalonde              | GÉ             | 3 946        | 7,03         |             |             |  |
|                              | Jean-Charles Le Sager      | PCF            | 2 982        | 5,31         |             |             |  |
|                              | Yannick Le Brelot          | Les Verts      | 2 172        | 3,87         |             |             |  |
|                              | Christophe Bastide         | LDI (MPF)      | 1 313        | 2,34         |             |             |  |
|                              | Henri Gourmelen            | UDB            | 1 249        | 2,22         |             |             |  |
|                              | Alain Berbouche            | PRS            | 1 219        | 2,17         |             |             |  |
|                              | Philippe Joulain           | PT             | 648          | 1,15         |             |             |  |
|                              | Séverine Houzet            | Divers         | 613          | 1,09         |             |             |  |
|                              | François Caharel           | LCR            | 441          | 0,79         |             |             |  |
|                              | Sandrine Portais           | Divers gauche  | 426          | 0,76         |             |             |  |
|                              | Olivier Cazal              | Extrême droite | 261          | 0,46         |             |             |  |
|                              | Georges Bertholio          | PLN            | 98           | 0,17         |             |             |  |
|                              | Robert Simonet             | Extrême droite | 63           | 0,11         |             |             |  |
|                              | Nathalie Gendrot-Delacour  | Divers         | 1            | 0,00         |             |             |  |
|                              | Damien Greffard            | Divers         | 0            | 0,00         |             |             |  |
|                              |                            |                |              |              |             |             |  |
| Inscrits                     | Inscrits                   | Inscrits       | 88 151       | 100,00       | 88 145      | 100,00      |  |
| Abstentions                  | Abstentions                | Abstentions    | 28 869       | 32,75        | 25 669      | 29,12       |  |
| Votants                      | Votants                    | Votants        | 59 282       | 67,25        | 62 476      | 70,88       |  |
| Blancs et nuls               | Blancs et nuls             | Blancs et nuls | 3 125        | 5,27         | 3 192       | 5,11        |  |
| Exprimés                     | Exprimés                   | Exprimés       | 56 157       | 94,73        | 59 284      | 94,89       |  |
| Source : Assemblée nationale |                            |                |              |              |             |             |  |